# 애기세줄나비
애기세줄나비(Neptis sappho)는 네발나비과 애기세줄나비속에 속하는 나비 가운데 하나이다. 세줄나비속에 속하는 나비 가운데 가장 작아서 붙여진 이름이다.
애기세줄나비는 보통 나비들과는 다르게 한밤중에 강한 불빛에 이끌려 날아들곤 하는 독특한 습성을 가지고 있다. 불빛에 날아드는 습성은 나방에게서나 볼 수 있다.